# Litwa na Zimowej Uniwersjadzie 2013
Litwa na Zimowej Uniwersjadzie 2013 reprezentowana była przez 6 sportowców.

## Medale
| Medal | Zawodnik        | Dyscyplina  | Konkurencja | Data       |
| ----- | --------------- | ----------- | ----------- | ---------- |
| Brąz  | Agnė Sereikaitė | short track | 500 m       | 19 grudnia |

## Reprezentanci

### Biathlon

#### Mężczyźni
- Rokas Suslavičius

| Konkurencja    | Zawodnik          | Czas    | Miejsce |
| -------------- | ----------------- | ------- | ------- |
| Sprint         | Rokas Suslavičius | 28:04,1 | 39.     |
| Bieg pościgowy | Rokas Suslavičius | 41:24,7 | 39.     |

#### Kobiety
- Marija Kaznačenko

| Konkurencja    | Zawodniczka       | Czas    | Miejsce |
| -------------- | ----------------- | ------- | ------- |
| Sprint         | Marija Kaznačenko | 25:59,5 | 27.     |
| Bieg pościgowy | Marija Kaznačenko | 40:21,9 | 27.     |

### Biegi narciarskie

#### Mężczyźni
- Vytautas Strolia

| Konkurencja       | Zawodnik         | Kwalifikacje | Kwalifikacje | Ćwierćfinały | Ćwierćfinały | Półfinały | Półfinały | Finały  | Finały  |
| Konkurencja       | Zawodnik         | Czas         | Miejsce      | Czas         | Miejsce      | Czas      | Miejsce   | Czas    | Miejsce |
| ----------------- | ---------------- | ------------ | ------------ | ------------ | ------------ | --------- | --------- | ------- | ------- |
| Sprint            | Vytautas Strolia | 3:41,29      | 47.          | NQ           | NQ           | NQ        | NQ        | NQ      | 47.     |
| Bieg łączony      | Vytautas Strolia | —            | —            | —            | —            | —         | —         | 42:43,0 | 52.     |
| Bieg indywidualny | Vytautas Strolia | —            | —            | —            | —            | —         | —         | 25:06,9 | 23.     |

#### Kobiety
- Natalija Kočergina
- Ingrida Ardišauskaitė

| Konkurencja                  | Zawodniczka           | Kwalifikacje | Kwalifikacje | Ćwierćfinały | Ćwierćfinały | Półfinały | Półfinały | Finały  | Finały  |
| Konkurencja                  | Zawodniczka           | Czas         | Miejsce      | Czas         | Miejsce      | Czas      | Miejsce   | Czas    | Miejsce |
| ---------------------------- | --------------------- | ------------ | ------------ | ------------ | ------------ | --------- | --------- | ------- | ------- |
| Sprint                       | Ingrida Ardišauskaitė | 3:45,67      | 37.          | NQ           | NQ           | NQ        | NQ        | NQ      | 37.     |
| Bieg łączony                 | Ingrida Ardišauskaitė | —            | —            | —            | —            | —         | —         | 32:19,1 | 44.     |
| Bieg na 5 km stylem dowolnym | Ingrida Ardišauskaitė | —            | —            | —            | —            | —         | —         | 14:27,3 | 46.     |
| Bieg na 5 km stylem dowolnym | Natalija Kočergina    | DNS          | DNS          | DNS          | DNS          | DNS       | DNS       | DNS     | DNS     |

#### Konkurencja mieszana
| Konkurencja      | Zawodnicy                              | Półfinały | Półfinały | Finały | Finały  |
| Konkurencja      | Zawodnicy                              | Czas      | Miejsce   | Czas   | Miejsce |
| ---------------- | -------------------------------------- | --------- | --------- | ------ | ------- |
| Sprint drużynowy | Vytautas Strolia Ingrida Ardišauskaitė | 18:47,7   | 9.        | —      | —       |

### Short track

#### Kobiety
- Agnė Sereikaitė

| Konkurencja         | Zawodniczka     | Kwalifikacje | Kwalifikacje | Ćwierćfinał | Ćwierćfinał | Półfinał | Półfinał | Finał    | Finał   | Miejsce |
| Konkurencja         | Zawodniczka     | Czas         | Pozycja      | Czas        | Pozycja     | Czas     | Pozycja  | Czas     | Pozycja | Miejsce |
| ------------------- | --------------- | ------------ | ------------ | ----------- | ----------- | -------- | -------- | -------- | ------- | ------- |
| Bieg na 500 metrów  | Agnė Sereikaitė | 45,964       | 1. Q         | 44,815      | 1. Q        | 1:07,263 | 3. Q     | 45,044   | 3.      | brąz    |
| Bieg na 1000 metrów | Agnė Sereikaitė | 1:46,662     | 1. Q         | 1:32,897    | 2. Q        | 1:37,846 | 4. Q     | 1:33,276 | 3.      | 7.      |
| Bieg na 1500 metrów | Agnė Sereikaitė | —            | —            | 2:41,567    | 3. Q        | 2:29,430 | 3. Q     | 2:26,604 | 2.      | 6.      |